# Iliac Thorns
Iliac Thorns ist eine finnische Melodic-Death-Metal-Band aus Kotka, die 2010 gegründet wurde.

## Geschichte
Die Band wurde 2010 gegründet und entstand nach dem Zerfall der Gruppen SpinalStrain und Soulhavoc aus deren Überresten. Die Besetzung bestand aus dem Schlagzeuger Antti Tani, dem Gitarristen und Sänger Ilkka Lönnqvist, dem Bassisten Jere Harju und dem Gitarristen und Sänger Samu Haatainen. 2012 erschien bei dem finnischen Label Deathtone Records die EP Prevailing Shapes of Hell. Im folgenden Jahr schloss sich über Inverse Records das Debütalbum IT an.

## Stil
Keith Joshua Ham von metal-temple.com schrieb in seiner Rezension zu IT, dass die Band hierauf Melodic Death Metal spielt, wobei sie auch Elemente aus dem Black Metal und ein paar aus dem Punk verarbeitet. Es höre sich dabei an, als habe man diese Elemente aneinandergereiht und nicht miteinander vermischt, wobei die Gruppe auch gelegentlich wie Old Funeral oder Blodsrit klinge. Christian Wilsberg von stormbringer.at rezensierte das Album ebenfalls und ordnete es auch dem Melodic Death Metal zu, wobei kein „Keyboardkleister in Verbindung mit Gitarrenfrickeleien wie bei CHILDREN OF BODOM oder moderner, weichgespülter und glattproduzierter Pop wie die neueren IN FLAMES“ zu hören sei, stattdessen sei „deftiges Old-School Geballer mit melodischen Gitarrenleads“ enthalten. Das erste Lied des Albums fasse den Stil des restlichen Albums zusammen, der geradliniger, in dem „tief in den spätachzigern bzw. frühneunzigern verwurzelter, angeschwärzter Old-School Death Metal“ auf melodische Gitarrenleads im Stil von At the Gates treffe. Auch seien die Lieder gelegentlich groove-lastig und würden hin und wieder Punkelemente verarbeiten. Das „hohe Gekeife“ erinnere an Cradle of Filth zu Zeiten von The Principle of Evil Made Flesh.

## Diskografie
- 2012: Prevailing Shapes of Hell (EP, Deathtone Records)
- 2013: IT (Album, Inverse Records)